# Bồng Khê
Bồng Khê là một xã thuộc huyện Con Cuông, tỉnh Nghệ An, Việt Nam.
Xã có diện tích 22,79 km², dân số là 6.461 người, mật độ dân số đạt 233 người/km².